# Friedrich Hielscher
Friedrich Hielscher, född 31 maj 1902 i Plauen, Vogtland, död 6 mars 1990 i Schönwald, var en tysk nationalrevolutionär tänkare och skribent och motståndsman under andra världskriget. Hielschers viktigaste teoretiska verk var Das Reich ("Riket") från 1931 samt en tidskrift med samma namn, som utövade ett inflytande på Ernst Jünger och den konservativa revolutionen under Weimarrepublikens sista år. Han grundade också den esoteriska nyhedniska rörelsen Unabhängige Freikirche (UFK).

## Biografi
Hielscher var son till Fritz och Gertrud Hielscher och föddes i Vogtland, som under den tiden var en del av Kungariket Sachsen. I de tidiga tonåren engagerade Hielschers mor honom i Deutsche Volkspartei, det liberala folkpartiet. Vid 17 års ålder avslutade han sina gymnasiestudier och anslöt sig istället till de tyska frikårerna, Freikorps. Hans enhet blev senare en del av den reguljära armén, Reichswehr, som han dock lämnade efter att ha vägrat delta i Kappkuppen, ett misslyckat försök att i mars 1920 störta Weimarrepubliken.
År 1924 utträdde han ur kyrkan och hängav sig åt en hednisk trosuppfattning som han kom att fortsätta utveckla under resten av sitt liv. Han började också studera juridik vid universitetet i Berlin och blev mer politiskt intresserad. Hielscher gick under sin tid vid universitetet med i den mensurfäktande studentföreningen Corps Normannia Berlin, som han tillhörde fram till sin död, en förening som även SA-mannen Horst Wessel och författaren Hanns Heinz Ewers tillhörde. Efter andra världskriget var Hielscher starkt engagerad i återupprättandet av de traditionsbundna tyska studentkorporationerna, och var redaktör för tidskrifterna Deutsche Corpszeitung och Einst und Jetzt.
Medan han arbetade med sin doktorsavhandling om det tyska rättsbegreppet, med Friedrich Nietzsche som ledstjärna, tillbringade han mycket tid i det så kallade Nietzsche-arkivet. En dag träffade han Nietzsches syster, Elisabeth Förster-Nietzsche, och de båda blev goda vänner. I sin biografi har Hielscher ingenting negativt att säga om henne, men han påstår att hon stödde den nationalsocialistiska regimen av rent taktiska skäl. Under förberedelserna av avhandlingen besökte han även Oswald Spengler i dennes hem i München. Hielscher hade påverkats starkt av Spenglers Västerlandets undergång.
År 1926 avlade Hielscher sin doktorsexamen och lämnade universitetet för gott. Istället engagerade han sig i en rad nationalrevolutionära kretsar. Nationalrevolutionärerna försökte att förena socialismen med den traditionella nationalismen. Tyskland, som ett land mitt i Europa, var enligt Hielscher en syntes av motsättningen mellan öst och väst. Under den här tiden lärde han känna bland andra Carl Schmitt, Ernst Niekisch och Ernst Jünger.

## Verk
- Innerlichkeit und Staatskunst (1926)
- Der andere Weg (1927)
- Die faustische Seele (1927)
- Für die unterdrückten Völker! (1927)
- Die Alten Götter (1927)
- Die Selbstherrlichkeit: Versuch einer Darstarstellung des deutschen Rechtsgrundbegriffs (1928)
- Das Reich (1931)
- Fünfzig Jahre unter Deutschen (1954)
- Zuflucht der Sünder (1959)
- Ernst Jünger / Friedrich Hielscher: Briefwechsel (2005)